# Hamstring
Hamstring (fra tysk Hamstern under 1. verdenskrig) er en adfærd, hvor man køber store mængder af bestemte varer af frygt for varemangel eller prisstigning for på den måde at kunne dække behovet for disse i en fremtidig periode med mangel. Mange dyr samler forråd af mat for vinteren, for eksempel gnavere som egern og rotter. Hamsterens vane med at samle frø og anden mat i sine kinder har lagt navn til fænomenet. Det moderne menneske har ikke længere behov for at hamstre for vinteren, men kan hamstre forinden forventede naturkatastrofer, prisstigninger eller generelt ustabile tider. Hamstring baseret på urealistiske forventninger om fremtiden kan være en lidelse.

## Hamstring som lidelse
Nogle former for hamstring hos mennesker kan gå over til at blive en lidelse, og kaldes i så fald for samlemani. Samlemani er defineret som det at samle på og ikke være i stand til at skille sig af med, værdiløse ting. Samlemani har tidligere blevet anset som en en undertype af tvangslidelser, men senere forskning tyder på, at hamstring kan repræsentere et relateret, men distinkt, syndrom.